# لو کاستلو (بازیکن فوتبال)
لو کاستلو (انگلیسی: Lou Costello; ۸ ژوئیهٔ ۱۹۳۶ – ۸ اوت ۲۰۱۲) بازیکن فوتبال بود.
از باشگاه‌هایی که در آن بازی کرده‌است می‌توان به باشگاه فوتبال چلمزفورد سیتی اشاره کرد.